# Encino (kommun)
Encino är en kommun i Colombia.   Den ligger i departementet Santander, i den centrala delen av landet, 200 km nordost om huvudstaden Bogotá. Antalet invånare är 2 711.